# William Henry Wilkinson
William Henry Wilkinson (1858. május 10. – 1930.) kínai neve pinjin hangsúlyjelekkel: Wù Jǐnshùn; magyar népszerű: Vu Csin-sun; egyszerűsített kínai: 务谨顺; hagyományos kínai: 務謹順) brit diplomata, sinológus.

## Élete, munkássága
William Henry Wilkinson az 1890-es évek elejétől egészen 1917-ig diplomataként szolgált Kínában és Koreában. A kártyajátékok nagy rajongója volt, aki nem csak gyűjtötte az egzotikus kártyákat, de több tanulmányt is közreadott az olyan kínai kártyajátékról, mint például a khanhoo (kan-hu 看虎). Emellett a kínai sakkról és a madzsongról is írt tanulmányt.

## Főbb művei
- The Game of Khanhoo (London, 1891)
- A Manual of Chinese Chess (Shanghai, 1893)
- Chinese Origin of Playing Cards (1895)
- The Corean government: constitutional changes, July 1894 to October 1895. With an appendix on subsequent enactments to 30th June 1896 (1896)
- Bridge Maxims (1918)
- Mah-Jongg: a memorandum (1925)

## További információ
- W. H. Wilkinson